# Pompás papagájhal
A pompás papagájhal (Scarus taeniopterus) a sugarasúszójú halak (Actinopterygii) osztályának sügéralakúak (Perciformes) rendjébe, ezen belül a papagájhalfélék (Scaridae) családjába tartozó faj.

## Előfordulása
A pompás papagájhal az Atlanti-óceán nyugati részén él. Elterjedési területe az Amerikai Egyesült Államokbeli Florida állam déli részétől, egészen Brazíliáig húzódik. A Karib-térségben is fellelhető.

## Megjelenése

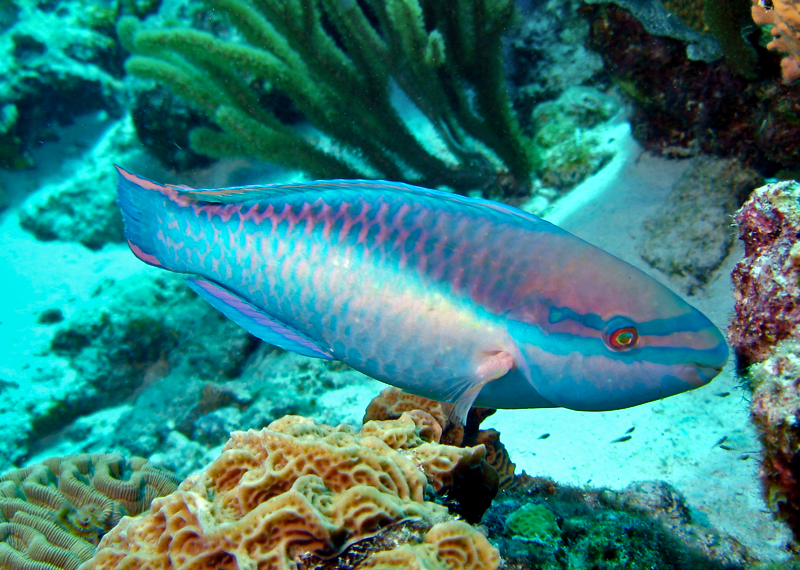
Kifejlett példány

Ez a papagájhal általában 22 centiméter hosszú, de akár 35 centiméteresre is megnőhet. 17 centiméteresen már felnőttnek számít. Az ivadékok és fiatalok olivazöldek, testük felső részén két széles, sötét sávval. A felső sáv a pofától kezdve a szemen keresztül a farokúszó közepéig ér, míg az alsóbb sáv a pofa alsó részétől, a mellúszók tövén keresztül, a farokúszó tövéig húzódik. A felső sáv fölött, fehér folt van, amely a szem fölé, a homlokra nyúlik le.

## Életmódja
Trópusi, korallzátonylakó, sósvízi halfaj, amely 2-25 méteres mélységekben él. A tengerfenéken levő köveket és koralltelepeket keresi fel. Az ivadék a Thalassia „mezőkbe” vonul, ahol nagy rajokban táplálkozik. Nyálka búrában alszik.

## Felhasználása
Ennek a papagájhalnak, csak kis mértékű halászata van. Azonban az akváriumokban kedvelt hal. Ciguatera mérgezésről vannak beszámolások.